# Păstrați-vă calmul și continuați

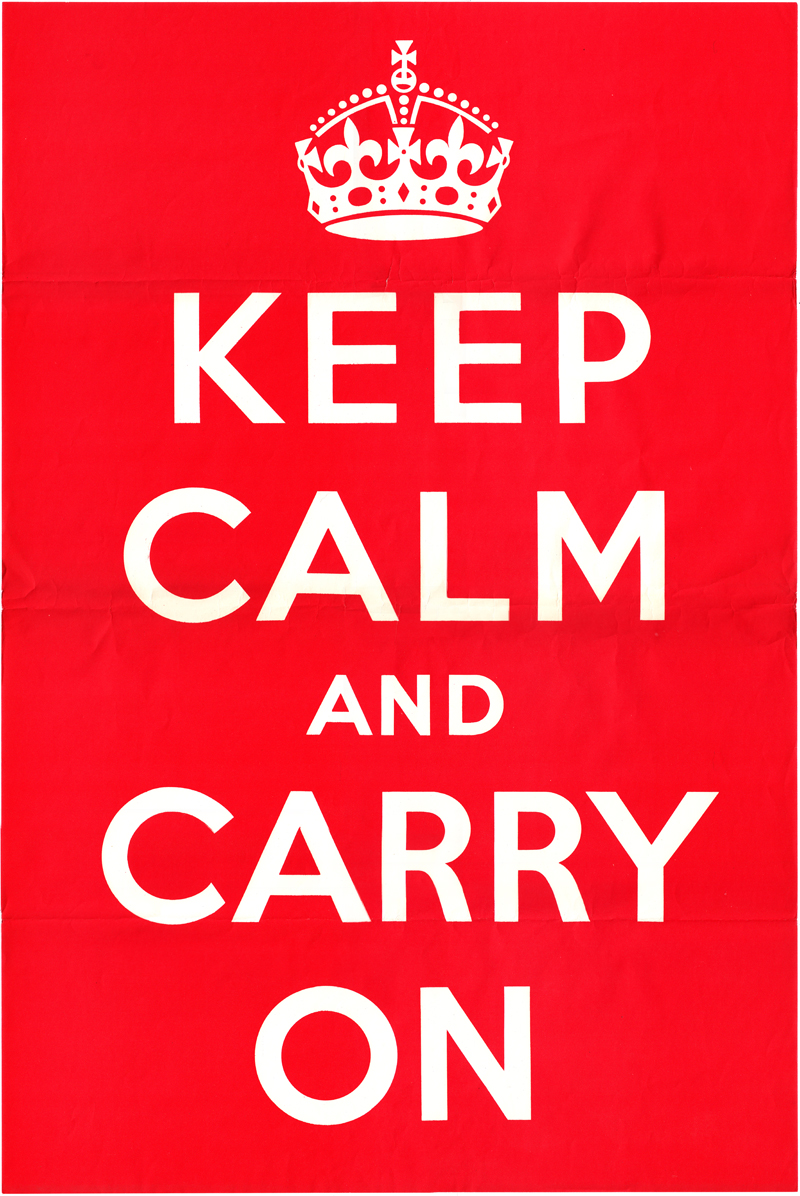
Afișul original din 1939

Keep Calm and Carry On a fost un poster motivațional produs de guvernul Regatului Unit în 1939, în pregătirea celui de-al Doilea Război Mondial. Afișul a fost menit să ridice moralul⁠(d) publicului britanic, amenințat de atacuri aeriene masive asupra marilor orașe:6. Deși au fost tipărite 2,45 milioane de exemplare, iar Blitzul a avut într-adevăr loc, posterul a fost rareori expus în public și a fost puțin cunoscut până când un exemplar a fost redescoperit în 2000 la Barter Books, o librărie din Alnwick. De atunci a fost reeditat de mai multe companii private și a fost folosit ca temă decorativă pentru o serie de produse.
Evocând credința epocii victoriene în stoicismul britanic – inexpresivitatea, autodisciplina, tăria de caracter și păstrarea calmului în situații dificile – posterul a devenit recunoscut în întreaga lume. Se credea că au supraviețuit doar două exemplare originale, până când o colecție de aproximativ 15 exemplare a fost adusă în cadrul emisiunii Antiques Roadshow în 2012 de către fiica unui fost membru al Royal Observer Corps⁠(d) A few further examples have come to light since..

## Istoric

### Proiectarea
În 1938, ziarele au fost vândute cu un afiș Keep Calm and Dig (Păstrează-ți calmul și sapă). Afișul Keep Calm and Carry On a fost conceput de  Ministerul Informațiilor între 27 iunie și 6 iulie 1939. 
A fost produs ca unul dintre cele trei afișe de „Publicitate domestică” (pe celelalte se putea citi „Curajul tău, voioșia ta, hotărârea ta ne vor aduce victoria” și „Libertatea este în pericol / Apărați-o cu toată puterea voastră”). Fiecare afiș arăta sloganul sub o reprezentare a unei coroane a dinastiei Tudor ca simbol al statului. Keep Calm era destinat să fie distribuit pentru întărirea moralului în cazul unui dezastru pe timp de război, cum ar fi bombardarea masivă a marilor orașe cu explozibili puternici și gaze toxice, ceea ce se aștepta a se întâmpla la câteva ore de la izbucnirea războiului.
Un funcționar public de carieră pe nume A. P. Waterfield a venit cu sloganul „Curajul tău...” ca fiind una dintre sugestiile care să fie folosite ca „un strigăt de război mobilizator care să scoată la iveală ce e mai bun din fiecare dintre noi și să ne pună imediat într-o dispoziție ofensivă”. Alte persoane implicate în planificarea primelor afișe au fost: John Hilton, profesor de relații industriale la Universitatea Cambridge, responsabil în general ca director de publicitate internă; William Surrey Dane, director general la Odhams Press⁠(d); Gervas Huxley, fost șef de publicitate pentru Empire Marketing Board⁠(d); William Codling, controlor al Office of Public Sector Information⁠(d); Harold Nicolson, deputat; W. G. V. Vaughan, care a devenit director al Diviziei Generale de Producție (GPD); H. V. Rhodes, care a scris mai târziu un articol ocazional despre înființarea unui nou departament guvernamental; Ivison Macadam, director general al Royal Institute of International Affairs (Chatham House⁠(d)). Ernest Wallcousins⁠(d) a fost artistul însărcinat cu crearea desenelor pentru afișe.
Planificarea detaliată a posterelor a început în aprilie 1939, iar desenele finale au fost pregătite în urma unor întâlniri între oficialii de la  Ministerul Informațiilor și Trezoreriei⁠(d) la 26 iunie 1939 și între oficialii de la  Ministerul Informațiilor și Biroul de Informații pentru Sectorul Public la 27 iunie 1939. Schițele afișului au fost finalizate la 6 iulie 1939, iar desenele finale au fost aprobate de către ministrul de interne Samuel Hoare⁠(d) la 4 august 1939. Tipărirea a început la 23 august 1939, ziua în care Germania Nazistă și URSS au semnat Pactul Ribbentrop-Molotov, iar afișele au fost gata să fie amplasate în termen de 24 de ore de la izbucnirea războiului.
Afișele au fost produse în 11 dimensiuni diferite, de la 30x25 cm până la versiuni mari de 6x3 m. Culoarea de fundal a fost roșie sau albastră. Cel mai probabil, fontul folosit a fost desenat de Wallcousins. Acest font a fost similar, dar nu identic, cu fonturile Sans-serif⁠(d) Gill Sans⁠(d) sau Johnston Sans⁠(d).

### Producerea și distribuirea
Aproape 2.500.000 de exemplare din Keep Calm and Carry On au fost tipărite între 23 august și 3 septembrie 1939, dar, în timp ce Your Courage și Freedom is in peril au fost distribuite pe scară largă, Keep Calm nu a fost autorizat pentru afișare publică imediată. În schimb, s-a decis ca exemplarele să rămână în „depozitul temporar” pentru a fi folosite după raiduri aeriene grave (resursele fiind transferate la Your Courage și Freedom is in peril). Exemplarele din Keep Calm and Carry On au fost păstrate până în aprilie 1940, iar stocurile au fost apoi distruse ca parte a campaniei mai ample de recuperare a hârtiei. Se pare că unele exemplare au fost afișate, dar astfel de cazuri au fost rare și neautorizate. O ediție din octombrie 1940 a ziarului Yorkshire Post⁠(d) relatează că afișul a fost atârnat într-un magazin din Leeds. O fotografie descoperită în 2016 arată afișul pe peretele unui laborator guvernamental din Bedfordshire, iar o versiune mare expusă într-un pub apare într-o fotografie din 1941 a lui Cecil Beaton⁠(d). Un exemplar apare, de asemenea, într-un desen al unei stații de metrou din Londra realizat de Floyd MacMillan Davis⁠(d), publicat în revista Life în 1944, sugerând o distribuție mai largă.
Afișele fuseseră concepute pornind de la ipoteza că atacurile inamicului asupra populației civile vor începe de îndată ce războiul va fi declarat și că va fi mare nevoie de „un număr generos de materiale de încurajare generală”. În practică, campania inițială de afișare a coincis cu Războiul ciudat și, prin urmare, cu o populație încă neafectată în totalitate de întâlnirea directă cu inamicul.
Restul campaniei de afișare a fost anulat în octombrie 1939, în urma criticilor privind costurile și impactul acesteia. Analiza efectuată de organismul de cercetare sociologică Mass-Observation⁠(d) asupra răspunsului publicului la campanie a fost covârșitor de negativă. Printre criticile aduse posterelor se numără în cazul Curajul tău ca fiind prea lung, cu formulări confuze și, în general, enervant din cauza numărului mare de postere. În special, unii au interpretat mesajul Curajul tău ca implicând faptul că oamenii de rând ar suferi în beneficiul claselor superioare. Istoricul de design Susannah Walker consideră că această campanie a fost „un eșec răsunător” și că a reflectat faptul că funcționarii publici din clasa superioară au judecat greșit starea de spirit a populației. Stuart Manley sugerează că reacția negativă la primele două afișe a dus la reținerea mesajului „Keep Calm” și că aceasta a fost o greșeală de judecată: "Dacă ar fi început cu acesta, cred că ar fi fost la fel de popular atunci ca și acum”.

### Evoluții ulterioare

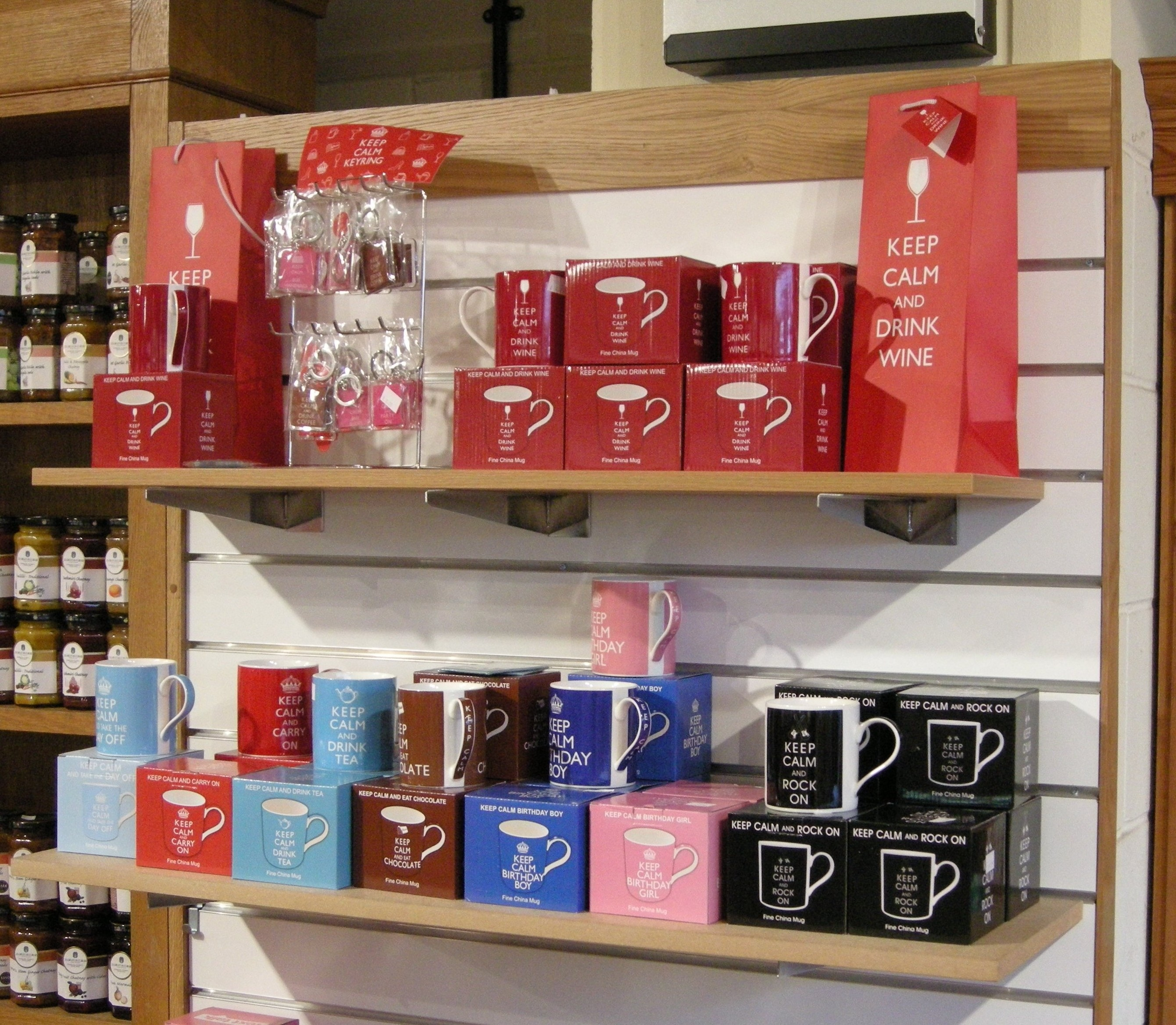
Suveniruri inscripționate „Keep Calm and Carry On” și cu variante precum „Keep Calm and Drink Tea”

La sfârșitul lunii mai și începutul lunii iunie 1941, au fost distribuite 14.000.000 de exemplare ale unei broșuri intitulate „Beating the Invader”, cu un mesaj din partea prim-ministrului Winston Churchill. Pliantul începe cu „Dacă vine invazia...” și îndeamnă populația să „rămână fermă” și să „continue”. Cele două fraze nu apar într-o singură propoziție, deoarece se aplicau unor segmente diferite ale populației, în funcție de circumstanțele în care se aflau, civilii care se aflau în zonele de luptă primind ordinul să rămână fermi (adică să rămână pe loc), iar cei care nu se aflau în zonele de luptă primind ordinul să continue (adică să continue munca vitală pentru susținerea războiului). Fiecare dispoziție este identificată ca fiind un „mare ordin și datorie” în cazul în care ar veni invazia. Pliantul enumeră apoi 14 întrebări și răspunsuri cu privire la măsurile practice care trebuie luate.

### Redescoperirea și comercializarea afișelor

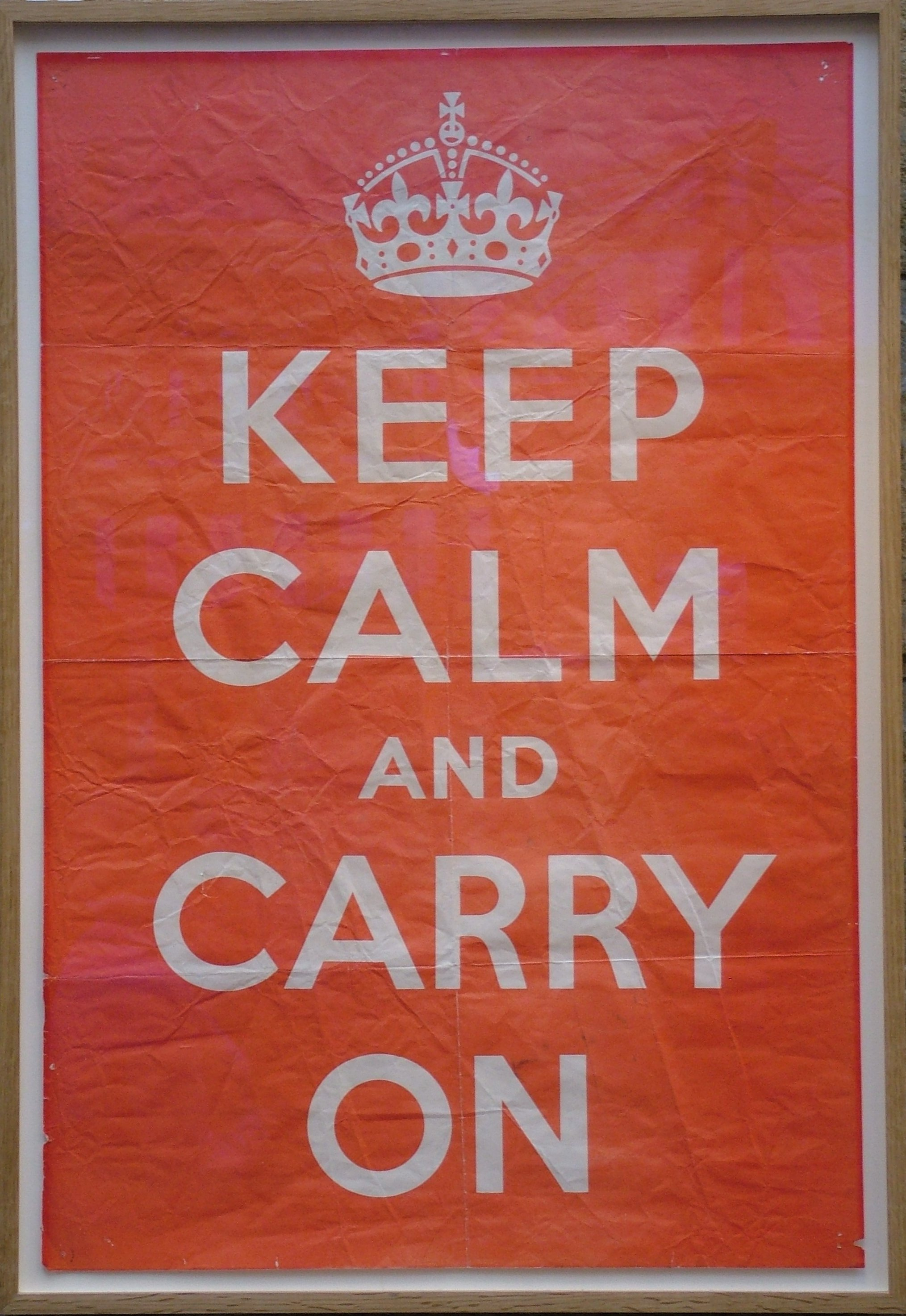
Un afiș original expus la Barter Books

În anul 2000, Mary și Stuart Manley, proprietari ai Barter Books⁠(d) Ltd. din Alnwick, Northumberland, sortau o cutie de cărți second-hand cumpărate la licitație când au descoperit unul dintre posterele originale „Keep Calm and Carry On”. Cuplul a înrămat afișul și l-a expus lângă casa de marcat. A atras atât de mult interes, încât Manley a început să producă și să vândă copii. La sfârșitul anului 2005, jurnalista Susie Steiner de la The Guardian a prezentat replicile posterelor ca sugestie de cadou de Crăciun, sporind și mai mult vizibilitatea lor. Alte companii au urmat exemplul familiei Manley, iar designul a început să fie folosit rapid ca temă pentru o gamă largă de produse. Mary Manley a comentat mai târziu: „Nu am vrut să se banalizeze, dar, desigur, acum a fost banalizat dincolo de orice limită”.
La începutul anului 2012, Barter Books a lansat un scurt metraj informativ, The Story of Keep Calm and Carry On, care oferă o perspectivă vizuală asupra modernizării și comercializării designului și a sloganului. 
Afișul a devenit o evocare a stoicismului britanic: dârzenia, autodisciplina, tăria de caracter și păstrarea calmului în condiții grele< ref name="Grdn"/>. Susannah Walker a afirmat că afișul este văzut acum „nu doar ca o ilustrare a unui moment crucial al spiritului britanic, ci și ca un mesaj inspirat din trecut către prezent într-o perioadă de criză”. Cu toate acestea, ea subliniază că o astfel de interpretare trece cu vederea circumstanțele producerii sale și eșecul relativ al campaniei din care făcea parte.

### Revendicări privind mărcile comerciale
În august 2011, a fost semnalat faptul că o companie cu sediul în Marea Britanie, numită „Keep Calm and Carry On Ltd” (controlată de antreprenorul Mark Coop) a înregistrat sloganul ca marcă înregistrată a Uniunii Europene în UE și în Statele Unite după ce nu a reușit să obțină înregistrarea sa ca marcă în Regatul Unit. Compania a emis o reclamație împotriva unui vânzător de produse Keep Calm and Carry On în care cerea retragerea produselor de pe piață. Dreptul companiei de revendicare a mărcii a fost contestat, printre alții, de către soții Manley, proprietarii Barter Books, deoarece sloganul fusese utilizat pe scară largă înainte de înregistrare și nu era recunoscut ca o indicație de origine comercială.
Consilierul britanic în domeniul proprietății intelectuale și serviciul britanic de mărci comerciale Trade Mark Direct au depus o cerere de anulare a înregistrării, pe motiv că cuvintele erau prea larg utilizate pentru ca o singură persoană să dețină drepturi exclusive, dar cererea de anulare a fost respinsă, iar marca era în continuare protejată în toate țările UE. Ulterior, compania a încercat să înregistreze sloganul ca marcă comercială atât în Statele Unite ale Americii cât și în Canada.
Marca comercială UE a companiei a expirat la 18 octombrie 2020, iar marca sa din SUA a fost anulată la 13 iulie 2018. Compania încă mai deține un magazin în care oferă servicii de livrare în întreaga lume a hainelor cu marca „Keep Calm and Carry On” și a altor accesorii. Magazinul se descrie ca fiind „Singurul magazin oficial și licențiat”.

## Imitații

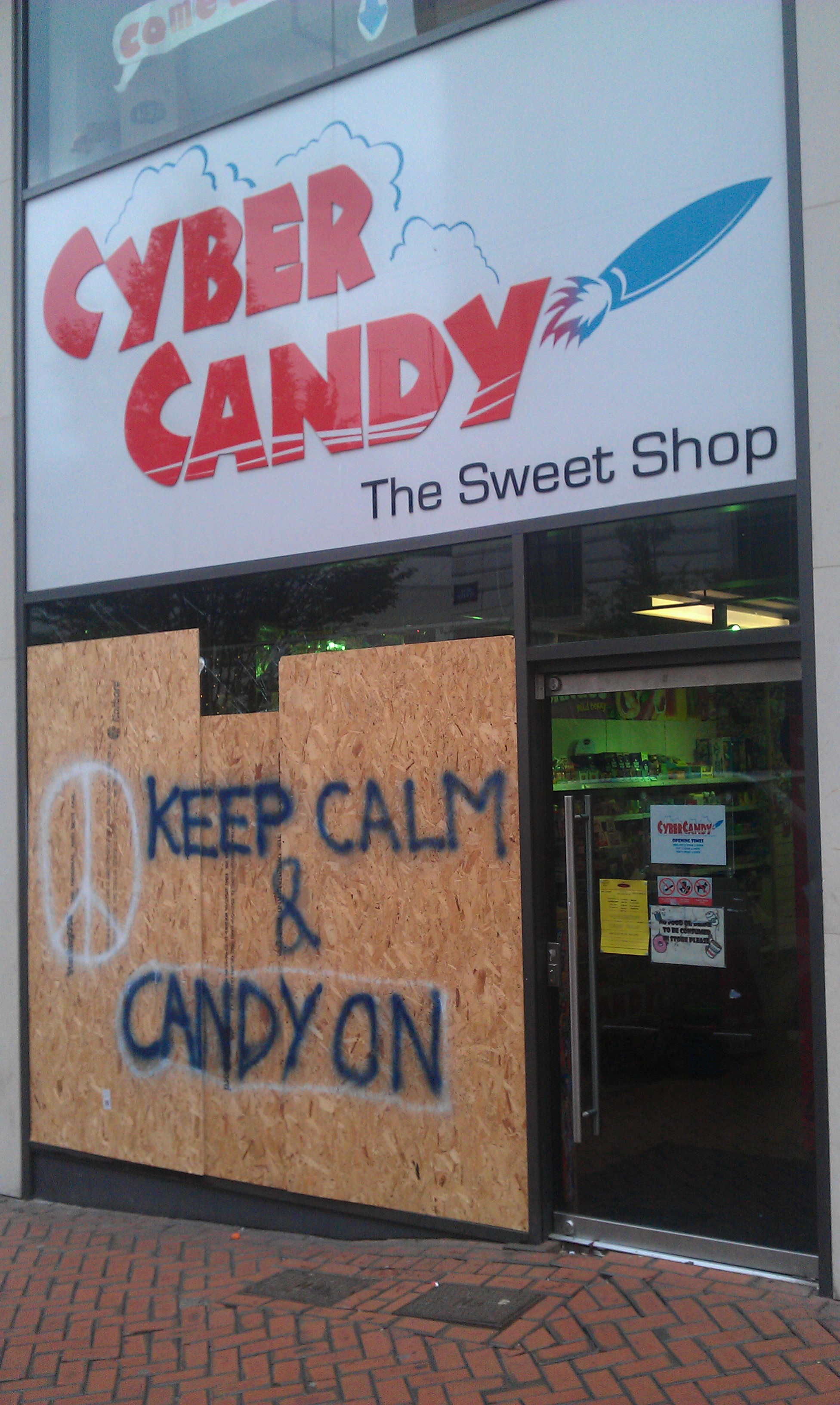
„Keep Calm and Candy On” („Păstrează-ți calmul și continuă să bombonești”) pictat pe panourile care acopereau geamurile sparte ale unui magazin de dulciuri din Birmingham în timpul violențelor din 2011 din Anglia

Pe măsură ce popularitatea afișului în diverse medii a crescut, au apărut și nenumărate parodii, imitații și preluări, făcând din el o memă notabilă. Mesajele variază de la cele drăguțe până la cele vădit politice. Printre exemple se numără „Now Panic and Freak Out” (cu o coroană răsturnată – „Acum intrați în panică și speriați-vă”), „Get Excited and Make Things” (cu o coroană care încorporează chei fixe – „Entuziasmeză-te și fă lucruri”), „Keep Calm and Have a Cupcake” (cu o pictogramă care reprezintă prăjiturică – „Păstrează-ți calmul și mănâncă o prăjiturică”), „Don't Panic and Fake a British Accent” („Nu intrați în panică și prefaceți-vă că aveți un accent britanic”), „Keep Spending and Carry On Shopping” („Nu te opri să cheltuiești și continuă să mergi la cumpărături”), „Keep Calm and Don't Sneeze” („Păstrați-vă calmul și nu strănutați"), în timpul  pandemiei de gripă porcină din 2009 în Marea Britanie, „Keep Calm and Call Batman” (cu logo-ul Batman – „Păstrați-vă calmul și chemați-l pe Batman”), „Keep Calm and Switch to Linux” (cu mascota Tux – „Păstrați-vă calmul și treceți la Linux”), și „Keep Calm and Wash Your Hands” („Păstrați-vă calmul și spălați-vă pe mâini”).
În martie–aprilie 2012, trupa pop-rock britanică McFly a întreprins un turneu de teatru intitulat „The Keep Calm and Play Louder Tour” („Turneul Păstrați-vă calmul și cântați mai tare”), promovat cu un afiș foarte asemănător cu cel din 1939. La sfârșitul anului 2012 și începutul anului 2013, campania „Salvați spitalul Lewisham” (un protest împotriva reducerilor propuse în serviciile  Spitalului Universitar Lewisham) a folosit pe scară largă un afiș cu sloganul „Don't Keep Calm Get Angry and Save Lewisham A&E” („Nu vă păstrați calmul, înfuriați-vă și salvați Unitatea de Primiri Urgențe din Lewisham”). Eforturile lui Naheed Nenshi⁠(d), primarul orașului Calgary, Alberta, Canada, de a-și încuraja și motiva cetățenii în urma inundațiilor din 2013 din Alberta l-au făcut subiectul parodiei „Keep Calm and Nenshi On” („Păstați-vă calmul și continuă să acționezi ca Nenshi”).

## Galerie

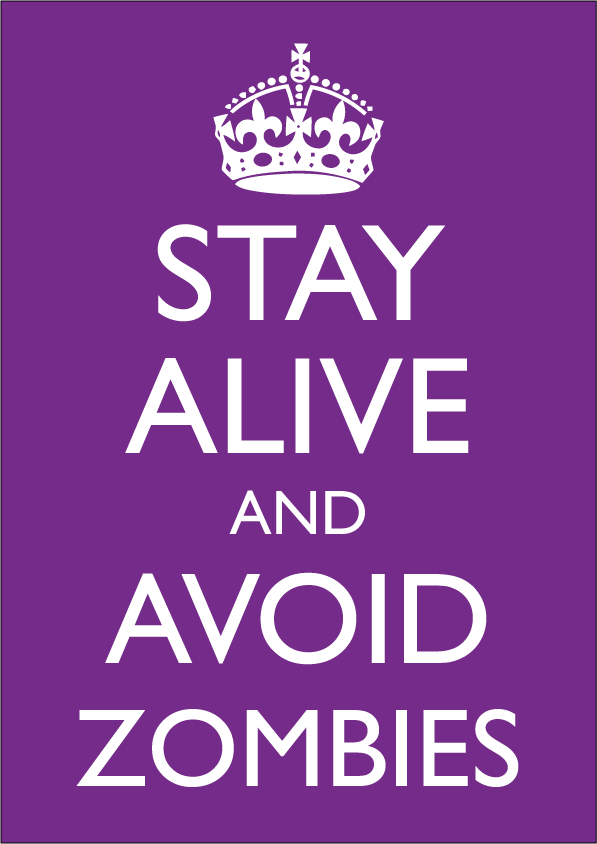
„Rămâi în viață și evită zombi” – o parodie a afișului de domeniu public Keep Calm and Carry On, 2009
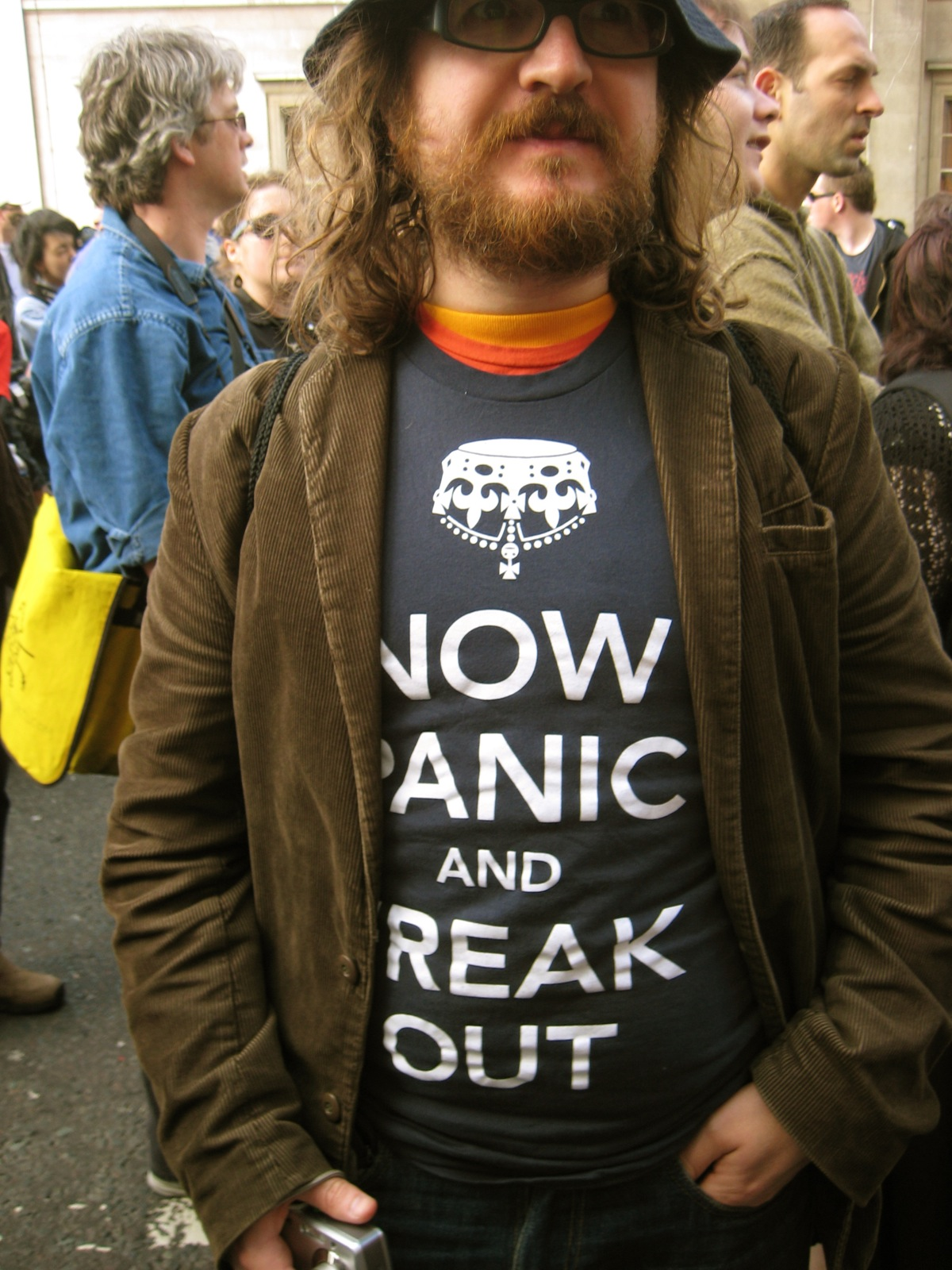
„Acum intrați în panică și speriați-vă” – un tricou care parodiază „Keep Calm and Carry On”, 2009
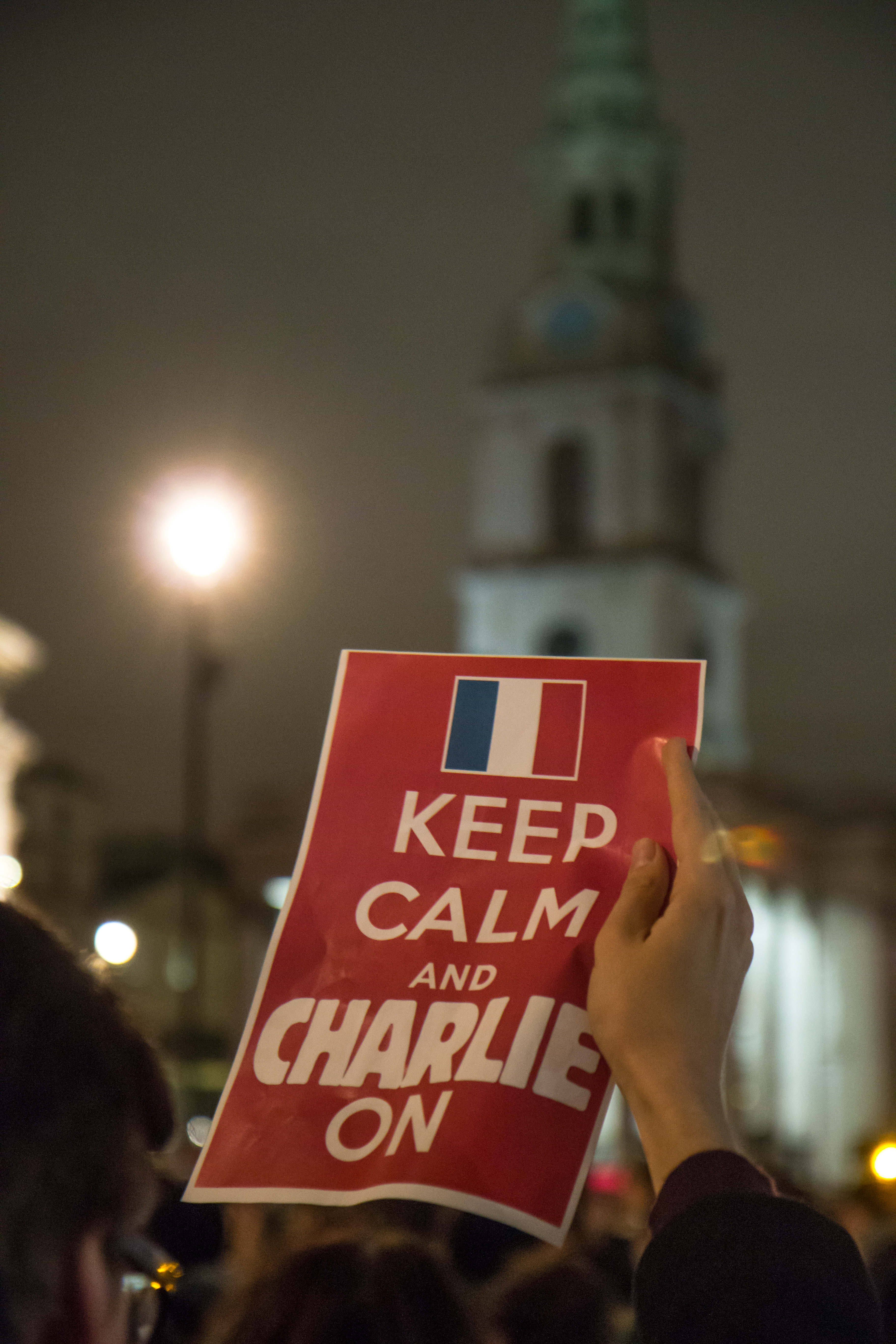
O demostrați în Trafalgar Square în sprijinul victimelor atentatului de la sediul revistei Charlie Hebdo, 2015
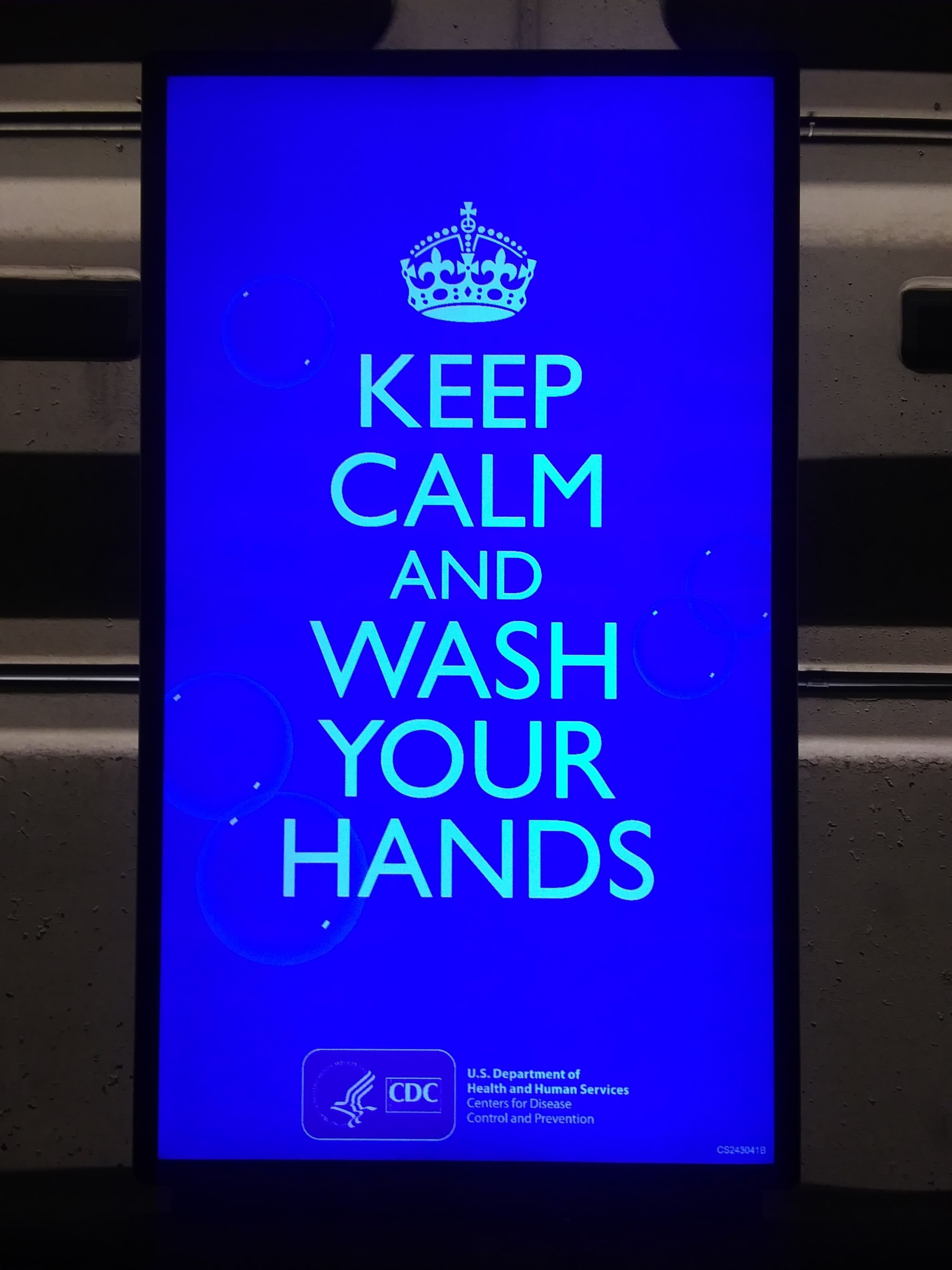
Afiș electronic într-o stație de metrou din Washington, DC în timpul pandemiei de COVID-19, 2020